# Ferenc Szabó
Ferenc Szabo (født 27. december 1902 i Budapest, Ungarn - død 4. november 1969) var en ungarsk komponist, lærer og politiker.
Szabo studerede komposition på Musikkonservatoriet i Budapest , hos bl.a. Zoltan Kodaly. Han har skrevet en symfoni, orkesterværker, kammermusik, en opera, en ballet, filmmusik, instrumentalværker, korværker, vokalmusik etc. Han underviste også som lærer. Szabo emigrerede til Rusland, grundet sine kommunistiske holdninger i både det politiske liv og det musiske miljø under anden Verdenskrig i Ungarn. Han blev en højt respekteret musiker og komponist i det russiske musikmiljø. Szabo flyttede efter krigen tilbage til Ungarn hvor han stadig var aktiv som komponist, nu under det kommunistiske regime ledet af Joseph Stalin.

## Udvalgte værker
- Symfoni "Memento" (1952) - for orkester
- Sinfonietta (1935) - for kammerorkester